# Jeździectwo na Letnich Igrzyskach Olimpijskich 2020 – ujeżdżenie drużynowe
Konkurencja ujeżdżenia podczas XXXI Letnich Igrzysk Olimpijskich została rozegrana w dniach 24 – 27 lipca 2020 roku w Baji Koen Equestrian Park.

## Terminarz
Wszystkie godziny są podane w czasie tokijskimm (UTC+09:00).
| Data          | Godzina |                             |
| ------------- | ------- | --------------------------- |
| 24 lipca 2021 | 17:00   | Grand Prix                  |
| 25 lipca 2021 | 17:00   | Grand Prix                  |
| 27 lipca 2021 | 17:30   | Finały – Grand Prix Special |

## Wyniki
Do wyników ujeżdżenia drużynowego zaliczane były wyniki indywidualne zawodników jakie uzyskali podczas Grand Prix (eliminacja do konkursu indywidualnego).
Do dalszej rywalizacji (Grand Prix Special) awansowało 8 najlepszych drużyn.

### Grand Prix
| Pozycja | Kraj                        | Zawodnik                                                    | Koń                                               | ocena indywidualna   | ocena drużyny | Uwagi |
| ------- | --------------------------- | ----------------------------------------------------------- | ------------------------------------------------- | -------------------- | ------------- | ----- |
| 1.      | Niemcy                      | Jessica von Bredow-Werndl Isabell Werth Dorothee Schneider  | Tsf Dalera Bella Rose 2 Showtime                  | 2717,0 2656,5 2538,0 | 7911,5        | Q     |
| 2.      | Wielka Brytania             | Charlotte Dujardin Charlotte Fry Carl Hester                | Gio Everdale En Vogue                             | 2617,0 2419,0 2482,5 | 7508,5        | Q     |
| 3.      | Dania                       | Cathrine Dufour Carina Cassøe Krüth Nanna Skodborg Merrald  | Bohemian Heiline's Danciera Blue Hors Zack        | 2610,0 2469,0 2356,0 | 7435,0        | Q     |
| 4.      | Stany Zjednoczone           | Sabine Schut-Kery Steffen Peters Adrienne Lyle              | Saneco Suppenkasper Salvino                       | 2525,0 2453,5 2411,0 | 7389,5        | Q     |
| 5.      | Holandia                    | Edward Gal Hans Peter Minderhoud Marlies van Baalen         | Total Us Dream Boy Go Legend                      | 2532,5 2473,5 2306,0 | 7312,0        | Q     |
| 6.      | Szwecja                     | Therese Nilshagen Juliette Ramel Antonia Ramel              | Dante Weltino Old Buriel K.H. Brother De Jeu      | 2419,5 2362,5 2207,0 | 6989,0        | Q     |
| 7.      | Portugalia                  | Rodrigo Torres Maria Caetano João Torrão                    | Fogoso Horsecampline Fenix De Tineo Equador       | 2338,5 2264,0 2260,0 | 6862,5        | Q     |
| 8.      | Hiszpania                   | Beatriz Ferrer-Salat José Antonio García Mena Severo Jurado | Elegance Sorento 15 Fendi T                       | 2321,5 2226,5 2201,5 | 6749,5        | Q     |
| 9.      | Francja                     | Morgan Barbançon Maxime Collard Alexandre Ayache            | Sir Donnerhall II Old Cupido PB Zo What           | 2271,5 2224,0 2219,5 | 6715,0        |       |
| 10.     | Belgia                      | Laurence Roos Domien Michiels Larissa Pauluis               | Fil Rouge Intermezzo Van Het Meerdaalhof Flambeau | 2276,5 2260,5 2165,5 | 6702,5        |       |
| 11.     | Kanada                      | Brittany Fraser-Beaulieu Chris von Martels Lindsay Kellock  | All In Eclips Sebastien                           | 2308,0 2191,5 2106,0 | 6605,5        |       |
| 12.     | Rosyjski Komitet Olimpijski | Iniessa Mierkułowa Aleksandra Maksakowa Tatjana Kostierina  | Mister X Bojengles Diavolessa Va                  | 2236,5 2057,5 2056,5 | 6350,5        |       |
| 13.     | Australia                   | Simone Pearce Mary Hanna Kelly Layne                        | Destano Calanta Samhitas                          | 2205,5 2189,0 1879,0 | 6273,5        |       |
| 14.     | Japonia                     | Hiroyuki Kitahara Shingo Hayashi Kazuki Sado                | Huracan 10 Scolari Ludwig Der Sonnenkoenig 2      | 2135,0 2116,0 2013,5 | 6264,5        |       |
| –       | Austria                     | Christian Schumach Florian Bacher Victoria Max-Theurer      | Te'Quiero Sf Fidertraum Old Abegglen Fh Nrw       | 2283,0 2248,0 WD     | EL            |       |

### Grand Prix Special
| Pozycja | Kraj              | Zawodnik                                                    | Koń                                          | ocena indywidualna   | ocena drużyny | Uwagi |
| ------- | ----------------- | ----------------------------------------------------------- | -------------------------------------------- | -------------------- | ------------- | ----- |
| 1.      | Niemcy            | Jessica von Bredow-Werndl Isabell Werth Dorothee Schneider  | Tsf Dalera Bella Rose 2 Showtime             | 2785,5 2740,5 2652,0 | 8178,0        |       |
| 2.      | Stany Zjednoczone | Sabine Schut-Kery Steffen Peters Adrienne Lyle              | Saneco Suppenkasper Salvino                  | 2684,5 2558,5 2504,0 | 7747,0        |       |
| 3.      | Wielka Brytania   | Charlotte Dujardin Charlotte Fry Carl Hester                | Gio Everdale En Vogue                        | 2577,5 2617,0 2528,5 | 7723,0        |       |
| 4.      | Dania             | Cathrine Dufour Carina Cassøe Krüth Nanna Skodborg Merrald  | Bohemian Heiline's Danciera Blue Hors Zack   | 2557,0 2541,5 2441,5 | 7540,0        |       |
| 5.      | Holandia          | Edward Gal Hans Peter Minderhoud Marlies van Baalen         | Total Us Dream Boy Go Legend                 | 2628,5 2505,5 2342,5 | 7479,5        |       |
| 6.      | Szwecja           | Therese Nilshagen Juliette Ramel Antonia Ramel              | Dante Weltino Old Buriel K.H. Brother De Jeu | 2500,0 2491,0 2219,0 | 7210,0        |       |
| 7.      | Hiszpania         | Beatriz Ferrer-Salat José Antonio García Mena Severo Jurado | Elegance Sorento 15 Fendi T                  | 2464,0 2426,5 2308,0 | 7198,5        |       |
| 8.      | Portugalia        | Rodrigo Torres Maria Caetano João Torrão                    | Fogoso Horsecampline Fenix De Tineo Equador  | 2458,5 2260,0 2247,0 | 6965,5        |       |